# Ski de fond aux Jeux olympiques de 2018 - Relais femmes
Navigation
Sotchi 2014 Pékin 2022
Le relais féminin 4 x 5 kilomètres de ski de fond aux Jeux olympiques de 2018 a lieu le 17 février 2018 au Centre de biathlon et de ski de fond d'Alpensia.

## Médaillés
| Or                                                                                      | Argent                                                       | Bronze                                                                             |
| Norvège Ingvild Flugstad Østberg Astrid Uhrenholdt Jacobsen Ragnhild Haga Marit Bjørgen | Suède Anna Haag Charlotte Kalla Ebba Andersson Stina Nilsson | Russie (OAR) Natalia Nepryaeva Yulia Belorukova Anastasia Sedova Anna Nechaevskaya |

## Résultats
La course commence à 18 heures 30.
| Rang                                | Dossard | Pays                                                                                      | Temps                                                                 | Retard         |
| ----------------------------------- | ------- | ----------------------------------------------------------------------------------------- | --------------------------------------------------------------------- | -------------- |
| Médaille d'or, Jeux olympiques      | 1       | Norvège Ingvild Flugstad Østberg Astrid Uhrenholdt Jacobsen Ragnhild Haga Marit Bjørgen   | 51 min 24 s 3 13 min 28 s 9 14 min 15 s 9 11 min 46 s 7 11 min 52 s 8 | —              |
| Médaille d'argent, Jeux olympiques  | 2       | Suède Anna Haag Charlotte Kalla Ebba Andersson Stina Nilsson                              | 51 min 26 s 3 13 min 50 s 3 13 min 26 s 4 12 min 11 s 4 11 min 58 s 2 | + 2 s 0        |
| Médaille de bronze, Jeux olympiques | 5       | Russie (OAR) Natalia Nepryaeva Yulia Belorukova Anastasia Sedova Anna Nechaevskaya        | 52 min 07 s 6 13 min 24 s 5 13 min 50 s 5 12 min 13 s 4 12 min 39 s 2 | + 43 s 3       |
| 4                                   | 3       | Finlande Aino-Kaisa Saarinen Kerttu Niskanen Riitta-Liisa Roponen Krista Pärmäkoski       | 52 min 26 s 9 13 min 44 s 4 13 min 40 s 7 12 min 45 s 2 12 min 16 s 6 | + 1 min 02 s 6 |
| 5                                   | 4       | États-Unis Sophie Caldwell Sadie Bjornsen Kikkan Randall Jessica Diggins                  | 52 min 44 s 8 14 min 26 s 0 13 min 54 s 2 12 min 12 s 9 12 min 11 s 7 | + 1 min 20 s 5 |
| 6                                   | 6       | Allemagne Stefanie Böhler Katharina Hennig Victoria Carl Sandra Ringwald                  | 53 min 13 s 7 14 min 16 s 4 13 min 53 s 9 12 min 37 s 9 12 min 25 s 5 | + 1 min 49 s 4 |
| 7                                   | 7       | Suisse Laurien van der Graaff Nadine Fähndrich Nathalie von Siebenthal Lydia Hiernickel   | 53 min 15 s 8 13 min 59 s 9 13 min 46 s 8 12 min 22 s 4 13 min 06 s 7 | + 1 min 51 s 5 |
| 8                                   | 12      | Slovénie Anamarija Lampič Katja Višnar Alenka Čebašek Vesna Fabjan                        | 53 min 55 s 7 13 min 28 s 4 14 min 47 s 7 12 min 22 s 1 13 min 17 s 5 | + 2 min 31 s 4 |
| 9                                   | 9       | Italie Anna Comarella Lucia Scardoni Elisa Brocard Ilaria Debertolis                      | 54 min 22 s 0 14 min 25 s 2 14 min 19 s 9 12 min 29 s 2 13 min 07 s 7 | + 2 min 57 s 7 |
| 10                                  | 8       | Pologne Ewelina Marcisz Justyna Kowalczyk Martyna Galewicz Sylwia Jaśkowiec               | 54 min 30 s 9 14 min 23 s 1 14 min 13 s 0 13 min 14 s 8 12 min 40 s 0 | + 3 min 06 s 6 |
| 11                                  | 11      | République tchèque Kateřina Beroušková Karolína Grohová Petra Nováková Barbora Havlíčková | 55 min 17 s 1 14 min 06 s 2 14 min 49 s 4 12 min 45 s 3 13 min 36 s 2 | + 3 min 52 s 8 |
| 12                                  | 13      | France Aurore Jéan Anouk Faivre-Picon Coraline Thomas Hugue Delphine Claudel              | 55 min 50 s 2 14 min 37 s 7 14 min 43 s 7 12 min 52 s 2 13 min 36 s 6 | + 4 min 25 s 9 |
| 13                                  | 10      | Canada Dahria Beatty Emily Nishikawa Cendrine Browne Anne-Marie Comeau                    | 56 min 14 s 6 15 min 00 s 2 14 min 35 s 0 12 min 53 s 7 13 min 45 s 7 | + 4 min 50 s 3 |
| 14                                  | 14      | Biélorussie Anastasia Kirillova Yulia Tikhonova Polina Seronosova Valiantsina Kaminskaya  | 57 min 56 s 1 15 min 46 s 7 14 min 47 s 3 13 min 16 s 4 14 min 05 s 7 | + 6 min 31 s 8 |